# Nikolett Szabó
Nikolett Szabó (ur. 3 marca 1980 w Budapeszcie) – węgierska lekkoatletka specjalizująca się w rzucie oszczepem.
Trzykrotna uczestniczka igrzysk olimpijskich - Sydney 2000, Ateny 2004 oraz Pekin 2008. Wszystkie olimpijskie starty kończyła na występie w eliminacjach. W roku 1996 wywalczyła srebro mistrzostw świata juniorów, a dwa lata później podczas imprezy tej samej rangi była czwarta. Podczas juniorskich mistrzostw Europy w Rydze (1999) zdobyła złoty medal broniąc tytułu wywalczonego dwa lata wcześniej w Lublanie. W 2001 sięgnęła po złoto młodzieżowych mistrzostw Europy rozegranych w Amsterdamie. Cztery razy startowała w seniorskich mistrzostwach globu - Ateny 1997 (odpadła w eliminacjach), Edmonton 2001 (odpadła w eliminacjach), Paryż 2003 (12. miejsce w finale) oraz Helsinki 2005 (odpadła w eliminacjach). W 2002 roku zakończyła na ósmym miejscu w finale występ na mistrzostwach Europy. Dwa razy brała udział w światowym finale lekkoatletycznym - Monako 2003 (3. miejsce) oraz Monako 2004 (8. miejsce). Reprezentantka Węgier w pucharze Europy. Rekord życiowy: 64,62 (22 lipca 2001, Patras). Wynik ten jest aktualnym rekordem Węgier.